# Камінський Сергій Михайлович

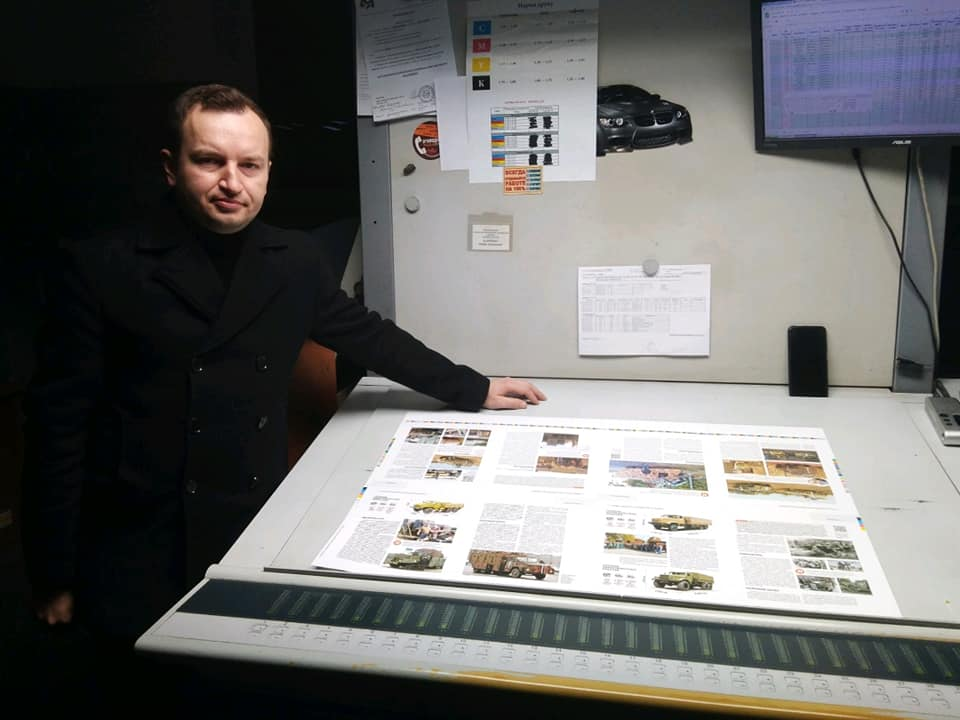

Камінський Сергій Михайлович (нар. 24 лютого 1983, Читинська область, Росія) — український військовий журналіст, телеведучий, письменник, керівник Центральної телерадіостудії Міністерства оборони України, полковник Збройних Сил України, учасник бойових дій у війні на сході України. 
Автор телепроєкту «Техніка війни», радіопроєкту «Зброя.ua» та книги «Народні панцерники».

## Життєпис
Народився 24 лютого 1983 року в Читинській області у сім'ї військового журналіста.
П'ять років родина жила в Угорщині, потім стільки ж в Росії, а коли Україна стала незалежною, переїхала до Києва.
Військову службу почав 2000 року у Львові курсантом.
Після навчання пройшов службовий шлях від спеціального кореспондента до головного редактора редакції телебачення - заступника начальника Центральної телерадіостудії Міністерства оборони України.
2021 та 2022 року був керівником Центральної телерадіостудії Міністерства оборони України.
2023 року отримав військове звання полковник.
Одружений, має двох синів.

## Освіта

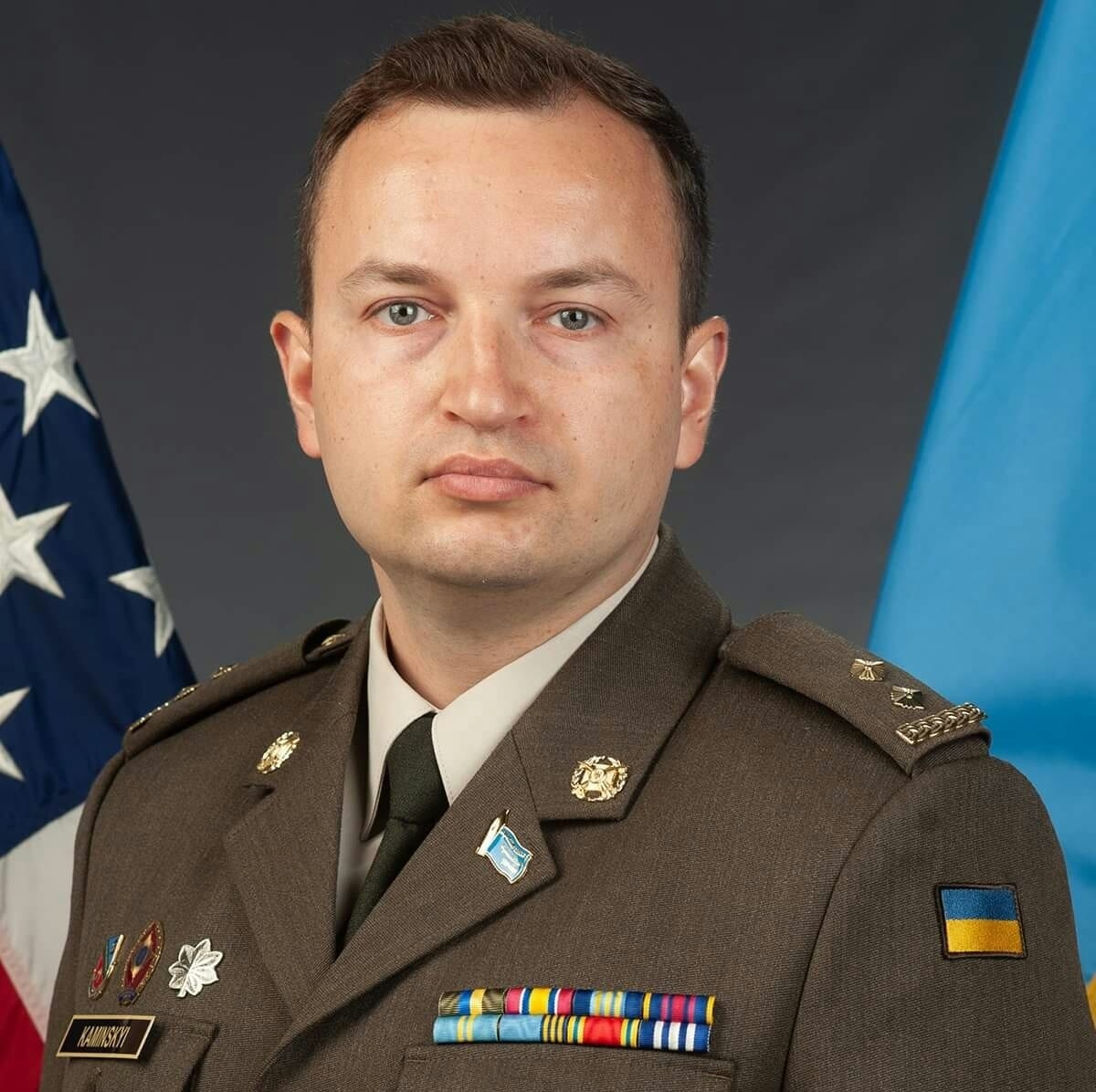
Підполковник Сергій Камінський на навчанні у США

1991—1997 Спеціалізована школа імені О. Теліги № 97 з поглибленим вивченням англійської мови
1997—2000 Київський військовий ліцей імені Івана Богуна
2000—2005 Національна академія сухопутних військ імені гетьмана Петра Сагайдачного
2011 York St John University (Велика Британія)
2014—2017 Національна академія державного управління при Президентові України
2019 Defense Language Institute (штат Техас, США)
2019 Defense Information School (штат Меріленд, США)

## Журналістська діяльність
Ще під час навчання у Київському військовому ліцеї імені Івана Богуна почав писати матеріали для центрального друкованого органу МО України, газети «Народні армія». Далі за прикладом батька п'ять років навчався у Львові на військового журналіста. Викладачі переважно орієнтували на роботу в друкованих ЗМІ, але стажування на ТРК «Бриз» у місті Севастополі породило інтерес до телебачення. Після випуску був спрямований служити до Центральної телерадіостудії Міністерства оборони України, де займався багатьма телепроєктами. Зокрема, «ДМБ», «Захисник Вітчизни» (5 каналі), та «Військовий вісник».
26 вересня 2015 року на 24 каналі стартував спільний з Військовим телебаченням України телепроєкт «Техніка війни» про нові розробки військової техніки, зразки зброї, військове спорядження, їх випробування та військовий досвід використання. У ньому Сергій Камінський став автором та ведучим.
2016 року у мережі з'явився музичний кліп «Техніка війни» у виконанні реперів Міхи Невідомського, Альбіни Савойської та «Інкогніто», де режисером та автором слів пісні виступив Сергій Камінський.
У 2016-2018 роках започаткував на військовому радіо Армія FM радіопроєкт-інтерв'ю «Зброя.ua», де на ефіри запрошував військовослужбовців, представників оборонно-промислового комплексу, військових експертів та інших спеціалістів зброярської сфери.
В лютому 2021 року, виконуючи обов'язки начальника Центральної телерадіостудії Міністерства оборони України, запустив щотижневі телепроєкти «Армія сьогодні» (Еспресо) та «11 запитань» (24 канал).
У 2025 році тимчасово виконуючий обов'язки начальника Центральної телерадіостудії Міністерства оборони України, яка 6 червня відзначила 33 роки.

## Книга

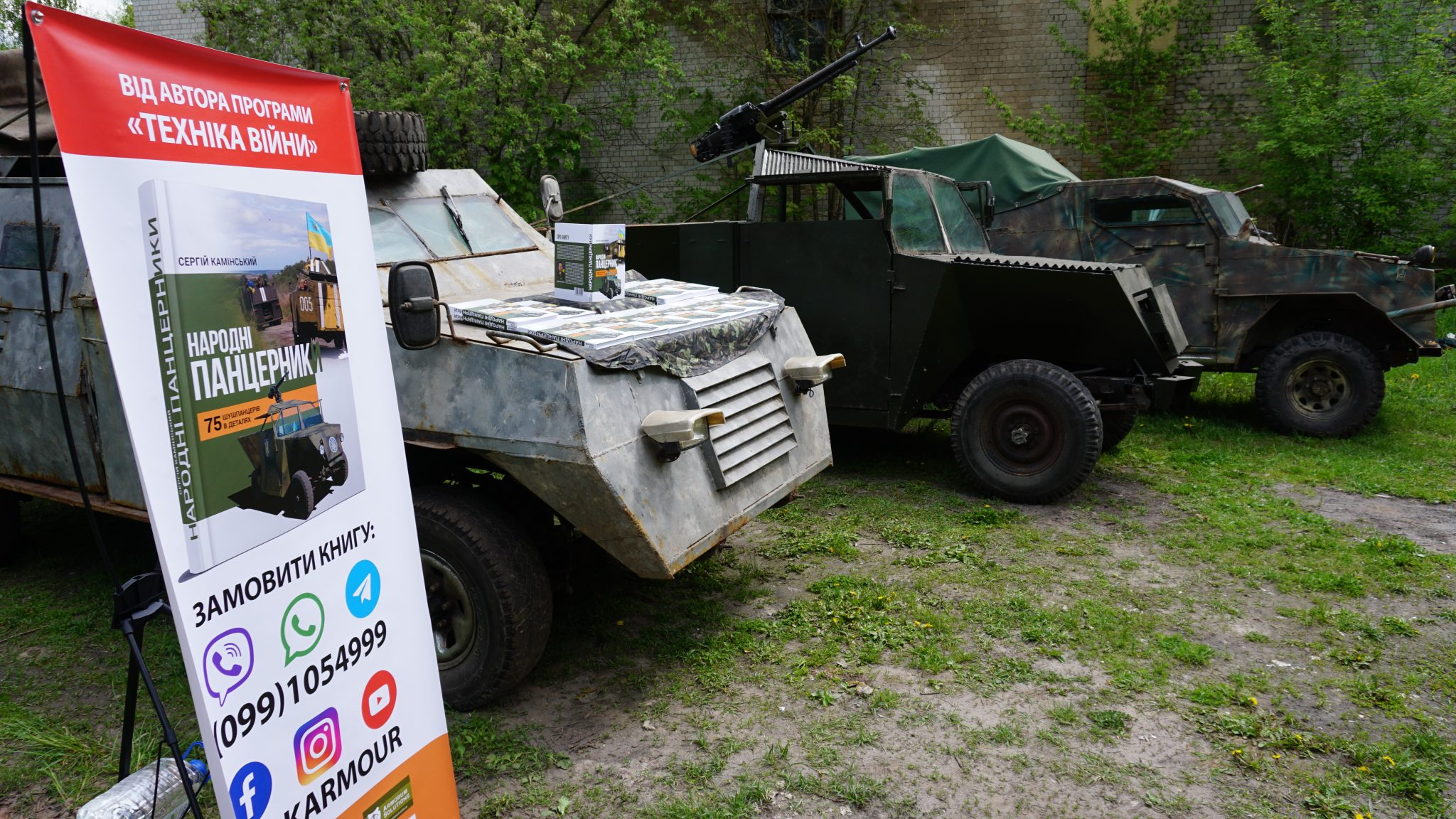
Презентація книги Сергія Камінського "Народні панцерники"

15 травня 2021 року у смт Чабани, що під Києвом, відбулася медіа-презентація книги Сергія Камінського про саморобні броньовики АТО «Народні панцерники». Над нею авто працював 4 роки. Це військово-історичне ілюстроване видання українською мовою має обсяг 224 сторінки і розповідає про більш ніж 75 унікальних народних броньовиків. Тираж — 1000 примірників.
Книга «Народні панцерники» були презентовані у Києві, Львові, Дніпрі, Краматорську, на фестивалі «Old Car Land», Міжнародній виставці «Зброя та безпека-2021», а також на Х-му Книжковому арсеналі в рамках ініціативи «Ветеранський намет». Автор безкоштовно передав примірники свого творіння до усіх вищих військових навчальних закладів України, зокрема рідного Київського військового ліцею імені Івана Богуна. Також «Народні панцерники» передані до Головного військового клінічного госпіталю, чотирьох мобільних військових шпиталів на Донбасі, найбільших бібліотек столиці і областей України.
2023 року книга полковника Сергія Камінського "Народні панцерники" була презентована у DINFOS (США).

## Інтерв'ю
Техніка війни: Про створення проєкту, команду і троллінг москалів — інтерв'ю з автором програми [Архівовано 25 жовтня 2021 у Wayback Machine.] 24 канал, 11 липня 2020 року
В АрміяInform презентували книгу «Народні панцерники»: видання про українські «шушпанцери» від військового журналіста Сергія Камінського [Архівовано 26 жовтня 2021 у Wayback Machine.] Армія Inform, 20 травня 2021 року
Народні панцерники | МІЛІТАРНИЙ ЛЕКСИКОН Національний військово-історичний музей України, 21 грудня 2023 року